# Richard Portman
Richard Raleigh Portman (* 2. April 1934 in Los Angeles; † 28. Januar 2017 in Tallahassee) war ein US-amerikanischer Tontechniker, der neben dem Oscar für den besten Ton auch zweimal den BAFTA Award gewann.

## Biografie
Sein Vater Clem war ebenfalls Tontechniker und 1970 für den Oscar für den besten Ton im Film Gaily, Gaily nominiert. Richard Portman begann seine Karriere in der Filmwirtschaft Hollywoods 1957 als Trainee bei Columbia Pictures, ehe er 1959 Junior-Toningenieur bei Metro-Goldwyn-Mayer wurde und dort zum Assistenten des Überwachungsingenieurs für Tonaufnahmen aufstieg. 1970 trat er der von Robert Altman gegründeten Filmproduktionsgesellschaft Lion’s Gate Films bei und wurde deren Tondirektor. Dabei war er maßgeblich an der Kreation völlig neuer Verfahren beim Re-recording sowie der Tonnachbearbeitung beteiligt und der erste Tontechniker Hollywoods, der einen kompletten Film allein mischte.
Bei der Oscarverleihung 1972 war er erstmals für den Oscar für den besten Ton nominiert und zwar zusammen mit Jack Solomon für Opa Kotch – Mit Volldampf aus der Sackgasse (Kotch, 1971). Weitere Nominierungen in dieser Kategorie folgten 1973 mit Charles Grenzbach und Christopher Newman für Der Pate (1972) sowie mit Gene S. Cantamessa für Bill McKay – Der Kandidat (1972), 1974 mit Les Fresholtz für Paper Moon (1973) sowie mit Larry Jost für Der Tag des Delphins (1973), 1975 mit G.S. Cantamessa für Frankenstein Junior (1974) und 1976 mit Don MacDougall, Curly Thirlwell und Jack Solomon für Funny Lady (1975).
1976 gewann er erstmals den britischen BAFTA Award für den besten Ton gemeinsam mit William A. Sawyer, James E. Webb und Chris McLaughlin für Nashville (1975). 1977 wurde er mit David M. Ronne, Don MacDougall sowie Curly Thirlwell für den Emmy für herausragende Leistungen bei der Tonmischung für den von ABC produzierten Fernsehfilm Eleanor and Franklin: The White House Years (1977) nominiert. Danach erhielt er zusammen mit Kay Rose, Michael Colgan, James Fritch und Larry Jost 1978 eine BAFTA-Nominierung für New York, New York (1977), ehe er für Star Wars: Episode IV – Eine neue Hoffnung (1977) mit Sam F. Shaw, Robert R. Rutledge, Gordon Davidson, Gene Corso, Derek Ball, Don MacDougall, Bob Minkler, Ray West, Michael Minkler, Les Fresholtz und Ben Burtt einen weiteren BAFTA Award für den besten Ton erhielt.
Bei der Oscarverleihung 1979 erhielt er gemeinsam mit William McCaughey, Aaron Rochin und C. Darin Knight den Oscar für den besten Ton für Die durch die Hölle gehen (1978). Zusammen mit C. Darin Knight und James J. Klinger war er für diesen Film auch 1980 für den BAFTA Award in dieser Kategorie nominiert. Für den Film Nashville Lady (1980) war er 1981 mit Roger Heman Jr. und James R. Alexander ebenfalls sowohl für den Oscar als auch 1982 mit Gordon Ecker, J.R. Alexander und R. Heman Jr. für den BAFTA Award für den besten Ton nominiert. Weitere Oscar-Nominierungen für den besten Ton gab es 1982 mit David M. Ronne für Am goldenen See (1981) sowie bei der Oscarverleihung 1985 mit Nick Alphin, Robert Thirlwell und David M. Ronne für Menschen am Fluß (1984).
Zuletzt erhielt er gemeinsam mit John Pritchett, Dan Wallin und Anna Behlmer 1993 eine Nominierung für einen Emmy in der Kategorie herausragendste Tonmischung in einer Miniserie oder einem Serienspecial für den von Home Box Office (HBO) produzierten TV-Film Citizen Cohn – Handlanger des Todes (1992). Ebenfalls 1992 entstand der Film Die Hand an der Wiege.
Portman, der als Tontechniker an der Entstehung von über 160 Filmen beteiligt war, arbeitete mit namhaften Filmregisseuren wie Daniel Petrie, Frank Pierson, Robert Altman, Martin Scorsese, George Lucas, Michael Cimino, Michael Apted, Jack Lemmon, Francis Ford Coppola, Michael Ritchie, Peter Bogdanovich, Mike Nichols, Mel Brooks, Herbert Ross sowie Mark Rydell zusammen. Nachdem er sich ab 2004 weitgehend aus dem Filmgeschäft zurückgezogen hatte, wurde er Dozent für Tontechnik an der Florida State University in Tallahassee. Er starb im Januar 2017 im Alter von 82 Jahren.

## Auszeichnungen (Auswahl)

### Oscar
- 1972: Oscar-Nominierung in der Kategorie Bester Ton für Opa Kotch – Mit Volldampf aus der Sackgasse
- 1973: Oscar-Nominierung in der Kategorie Bester Ton für Der Pate
- 1973: Oscar-Nominierung in der Kategorie Bester Ton für Bill McKay – Der Kandidat
- 1974: Oscar-Nominierung in der Kategorie Bester Ton für Paper Moon
- 1974: Oscar-Nominierung in der Kategorie Bester Ton für Der Tag des Delphins
- 1975: Oscar-Nominierung in der Kategorie Bester Ton für Frankenstein Junior
- 1976: Oscar-Nominierung in der Kategorie Bester Ton für Funny Lady
- 1979: Oscar in der Kategorie Bester Ton für Die durch die Hölle gehen
- 1981: Oscar-Nominierung in der Kategorie Bester Ton für Nashville Lady
- 1982: Oscar-Nominierung in der Kategorie Bester Ton für Am goldenen See
- 1985: Oscar-Nominierung in der Kategorie Bester Ton für Menschen am Fluß

### BAFTA Award
- 1976: BAFTA Film Award in der Kategorie Bester Ton für Nashville
- 1978: BAFTA-Film-Award-Nominierung in der Kategorie Bester Ton für New York, New York
- 1979: BAFTA Film Award in der Kategorie Bester Ton für Krieg der Sterne
- 1980: BAFTA-Film-Award-Nominierung in der Kategorie Bester Ton für Die durch die Hölle gehen
- 1982: BAFTA-Film-Award-Nominierung in der Kategorie Bester Ton für Nashville Lady